# 富士見町図書館
富士見町図書館（ふじみまちとしょかん）は長野県諏訪郡富士見町の町立図書館。1994年11月1日に開館。

## 建物構造
- 所在地 : 〒399-0211 長野県諏訪郡富士見町富士見3597-1
  - 富士見町コミュニティプラザ内
- 構造 : 鉄筋コンクリート構造[1]
- 延床面積 : 1,217 m2[1]

## 利用情報
- 開館時間
  - 毎週火曜日・金曜日 9時30分から18時00分
  - 毎週土曜日・日曜日・水曜日・木曜日 9時30分から20時00分
  - 毎月月曜日・最終金曜日は休館日

1995年（平成7年）4月1日から、諏訪広域図書館情報ネットワークを構築し、諏訪地域6市町村（諏訪市（諏訪市図書館）、岡谷市（市立岡谷図書館）、茅野市（茅野市図書館）、下諏訪町（下諏訪町立図書館）、富士見町図書館、原村（原村図書館））の資料が相互に利用できるようになった。

## 設備
- 検索機
- セルフ貸出機
- 読書・学習スペース
- 窓側学習スペース
- 読み聞かせ・読書スペース
- 外国語の絵本
- 小学校学年別おすすめ本
- おはなしの部屋
- パソコン（インターネット検索）
- AV機器視聴ブース